# 火媒棒

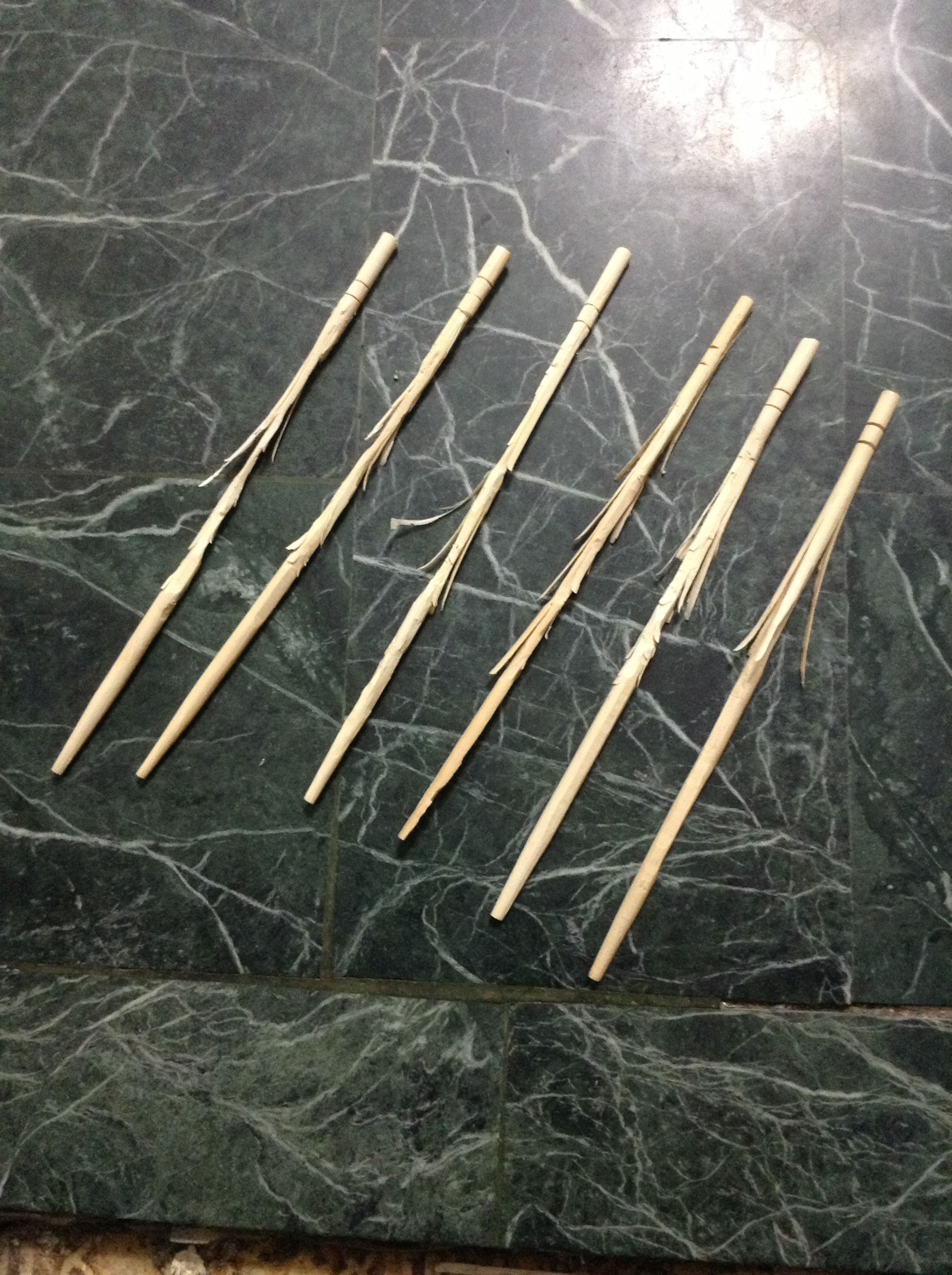
火媒棒

火媒棒（英語：feather stick、fuzz stick），又稱火煤棒，是童軍用具之一，可用來生火。屬於發火柴。

## 製作方法
火煤棒的製作原料為免洗筷或乾木材，再使用刀具將表皮刮起，且不能斷裂，切割越薄就越容易燃燒。
火煤棒的外皮在製作後會呈捲曲狀，製作完成後便可以以燧石等點火器點火。

## 外部連結
- 維基筆記-火媒棒
- 世界大典-火媒棒